# Shūhei Tada
Shūhei Tada (né le 24 juin 1996 à Higashiōsaka, dans la préfecture d'Osaka) est un athlète japonais spécialiste du sprint.

## Carrière
Le 10 juin 2017, il court le 100 m en 10 s 08 	+1.9	à Hiratsuka, temps qu'il confirme lors des championnats nationaux à Osaka où il court en 10 s 10.
Il remporte la médaille de bronze des championnats du monde 2019 à Doha avec le relais 4 x 100 m, en 37 s 43, record d'Asie.